# SoftBank 810P
SoftBank 810P（ソフトバンク はち いち ゼロ ピー）は、パナソニックが開発、ソフトバンクモバイルが販売を担当するW-CDMA/GSM通信方式の携帯電話端末。
同社製の携帯電話としては珍しく、スライド型の筐体を採用していた。2007年6月16日に発売された。

## 主な機能・サービス
- Bluetooth（Ver 1.2、Power Class2、Headset・Hands-Free・ObjectPush・SerialPort 各プロファイルに対応）
- バイリンガル (日本語 / 英語)
- 赤外線通信（IrDA）
- ちかチャット対応
- Flash®対応

| 主な対応サービス   | 主な対応サービス | 主な対応サービス | 主な対応サービス |
| ------------------ | ---------------- | ---------------- | ---------------- |
| サークルトーク     | ホットステータス | Yahoo!mocoa      | S!ループ         |
| S!タウン           | ライブモニター   | S!CAST           | S!FeliCa         |
| S!ケータイ動画     | PCサイトブラウザ | 電子コミック     | S!アプリ         |
| 着うたフル／着うた | アレンジメール   | S!アドレスブック | 3Gお天気アイコン |
| レコメール         | TVコール         | 国際ローミング   | S!GPSナビ        |
| デルモジ表示       | ワンセグ         | 3G ハイスピード  | おなじみ操作     |

## 特徴
パナソニック製端末初となるスライド端末である。「角」のデザインモチーフを採用した筐体のディスプレイ側部分と番号キー部分との段差を少なくした「フラットスライド」を採用することにより、スライド端末ながら薄さ12.9mmを実現し、あたかもキー部分が伸縮可能なストレート型端末のような印象を与えている。
なお、バッテリー容量は、705P/706Pより少なくなっている。
さらには、705P及び706Pでの不満点であった「テキストメモ」を搭載しているが、一方で今回もまたS!CASTには非対応となっている。

### P704iとの比較
同じパナソニックのNTTドコモ向け端末P704iとはデザインコンセプトの軌を一にするが、プラットフォームが異なるために基本的には全くの別物で、具体的には以下の相違点がある。
- CPU、OSなど全てが別物で、UIも（フォントも含めて）異なる。
- ソフトキーの構成が810Pの上下2段に対して、3段となっている。
- カラーバリエーションも7色に対して、ツートンカラー主体の3色 (黒、白、赤銅色) となっている。
- 音楽再生面では、810Pが対応していないSD-Audioや、Windows Media Playerによる自動転送（MTP）に対応している。
- カメラは、両機種とも200万画素級のアウトカメラを搭載しているが、810Pのパンフォーカス（マクロモード手動切り変え）に対し、P704iは6軸手ブレ防止機能や、『スマートフラッシュ』と名づけられたスライド連動のライト発光機能まで備えたオートフォーカスとなっている。さらに、810Pに搭載のインカメラは、P704iは搭載していない。
- 810Pが搭載していないfelica（いわゆる『おサイフケータイ』）を、P704iが搭載している。
- 810PはBluetooth、及び国際ローミング機能に対応しているが、P704iは共に未対応となっている。

## 不具合
- 2010年9月7日以下の不具合の修正がソフトウェアの更新でなされた。
  - 通話中、ごく稀に音声が途切れる場合がある。